# Distretto di Miliana
Il distretto di Miliana è un distretto della provincia di 'Ayn Defla, in Algeria, con capoluogo Miliana.

## Comuni
I comuni del distretto sono:
- Miliana
- Ben Allal